# 원흥1로
원흥1로(Wonheung 1-ro)는 경기도 고양시 덕양구 원흥동 가시골입구 교차로와 원흥역을 잇는 경기도의 도로이다.

## 연혁
- 2015년: 삼송지구 개발과 함께 개통

## 주요 경유지
경기도
- 고양시 덕양구 (원흥동)

## 주요 건물 및 시설
- 원흥초등학교 (경기도 고양시 덕양구 원흥1로 26)